# 李矩 (東晉)
李矩，字世回，代郡平阳人，曾是司马肜手下的将领，担任牙门将。镇压齐万年有功，封侯。东海王司马越任命他为汝阴郡太守。永嘉初年，李矩與汝南太守袁孚共同帶人修理洛陽的千金堨。此外李矩曾在永嘉五年（311年）、建武元年（317年）、太兴元年（318年）打败前赵军队。官至安西将军、都督河南三郡诸军事。太宁三年（325年）撤退到江南，途中经过鲁阳县坠马而死。

## 延伸阅读
[在维基数据编辑]
 《晉書/卷063》，出自房玄齡《晉書》